# Kakhovskajalinjen
Kakhovskajalinjen (russisk: Кахо́вская ли́ния, russisk udtale: [kɐˈxofskəjə ˈlʲinʲɪjə]) (Linje 11A, før Linje 11) er en linje fra Moskvas metro. Selvom linjen blev etableret i 1995, så daterer alle stationerne tilbage til 1969, da de åbnede som en del af Zamoskvoretskajalinjen.